# باول بانكس
باول بانكس (بالإنجليزية: Paul Banks)‏ هو عازف قيثارة ومغني ودي جيه ومغن مؤلف أمريكي وبريطاني، ولد في 3 مايو 1978 في Clacton-on-Sea ‏ في المملكة المتحدة.

## وصلات خارجية
- باول بانكس على موقع IMDb (الإنجليزية)
- باول بانكس على موقع ميوزك برينز (الإنجليزية)
- باول بانكس على موقع ميوزك برينز (الإنجليزية)
- باول بانكس على موقع إن إن دي بي (الإنجليزية)
- باول بانكس على موقع أول ميوزيك (الإنجليزية)
- باول بانكس على موقع ديسكوغز (الإنجليزية)
- باول بانكس على موقع ديسكوغز (الإنجليزية)
- باول بانكس على موقع قاعدة بيانات الفيلم (الإنجليزية)